# Патріотичний союз (Ліхтенштейн)
Патріотичний союз (нім. Vaterländische Union, VU) — правоцентристська християнсько-демократична ліберально-консервативна політична партія Ліхтенштейну.
Партія є спадкоємицею утвореної у 1918 році християнсько-соціальної Народної партії, що захищала права робітників та у 1936 році об'єдналася з націоналістичними силами в Патріотичний союз, який посів більш праві позиції. Довгі роки перебуваючи в опозиції, партія формувала однопартійні уряди у 1970–1974, 1978–1993 і 1993-2001, отримуючи абсолютну більшість у ландтазі. У 2005 році, отримавши 10 депутатських мандатів з 25, що стало найгіршим результатом партії, Патріотичний союз увійшов до коаліційного уряду з Прогресивною громадянською партією.
За підсумками парламентських виборів 2013 року, партія має 8 із 25 представників у парламенті Ліхтенштейну, втративши 5 мандатів. Це було викликано виходом із партії незадовго до виборів групи депутатів, що сформували нову організацію «Незалежні — за Ліхтенштейн», яка йшла до парламенту окремо. Внаслідок цих подій тодішній прем'єр-міністр Клаус Чючер у березня 2013 року позбувся своєї посади.